# Albrecht von Scharfenberg
Albrecht von Scharfenberg (13. század második fele) német epikus, a Grál-költészet egyik képviselője.

## Munkássága
Ulrich Füetrers 15. századi kivonataiból ismerjük Merlin és Seifrid de Ardemont című eposzait. Valószínű, hogy Wolfram von Eschenbach Parzivaljának és Titurel című töredékének felhasználásával ő írta az 1477-ben először megjelent Jüngerer Titurelt is, amelyet sokáig Eschenbach művének tartottak.